# Norma Talmadge
 Norma Talmadge (Jersey City, Nueva Jersey, 2 de mayo de 1894-Las Vegas, Nevada, 24 de diciembre de 1957) fue una actriz estadounidense, considerada una de las grandes estrellas de la época muda de Hollywood.

## Biografía

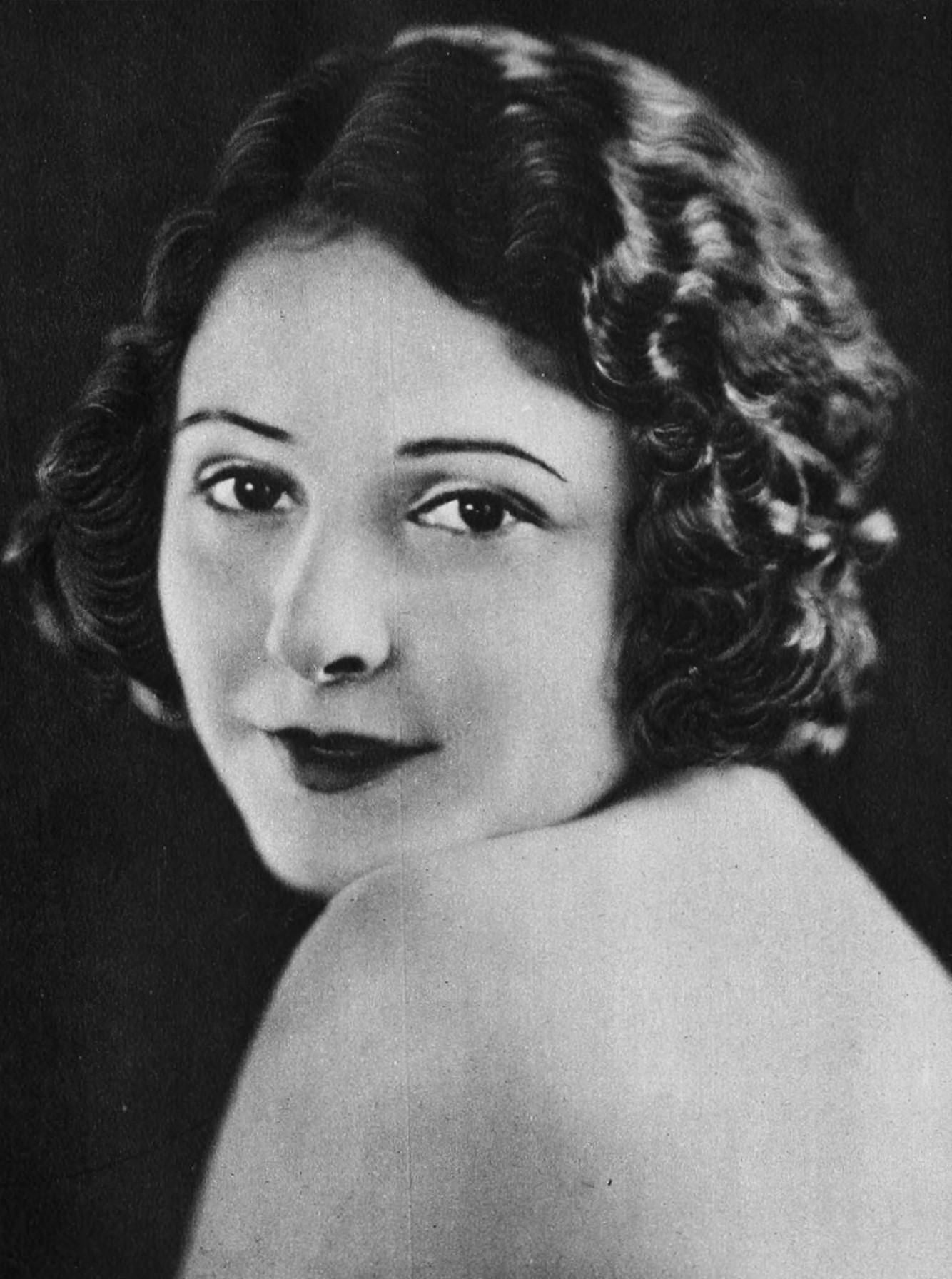
Norma Talmadge, fotografía de diciembre de 1920.

Fue hija de la que sería una de las primeras "madres de artistas" más famosas de todos los tiempos del cine, Peg Talmadge. Norma, su madre y sus hermanas Natalie y Constance Talmadge fueron abandonadas por su padre, Fred, en una fecha emblemática: el día de Navidad. Como tantas otras actrices de la época, fue la necesidad la que obligó a las tres adolescentes a probar suerte en busca de dinero como modelos y actrices de vodevil. En 1909, Norma empezó a trabajar en el cine gracias a su descubridor, Breta Breuill, en pequeños cortos, entre los que cabe destacar Uncle Tom's Cabin o Love of Chrysanthemums. Cuatro años después, ya se había convertido en la estrella más reveladora de la Vitagraph Studios, compañía para la que ya había protagonizado cientos de cortometrajes.
Su primer largometraje, en 1915, Captivating Mary Carstairs, fue un fracaso que obligó a cerrar el estudio. Gracias a la influencia de su hermana Constance, que se hallaba trabajando para el afamado D.W. Griffith, Norma pudo seguir actuando, y en 1916 conoció a Joseph Schenck, con quien se casó poco después.
El éxito que la hizo famosa fue Panthea, en 1917. Desde entonces y hasta la aparición del cine sonoro, la fama de Norma fue in crescendo. Sin embargo, la aparición de las películas sonoras causó su total desaparición al no poseer una voz melodiosa, filmando su última película en 1930. Divorciada de Schenck, su segundo marido, George Jessel, le proporcionó desde entonces trabajo en la radio, que también fue un fracaso que, incluso, acabó con su matrimonio.
Se casaría por tercera vez en 1946, con Carvel James, y murió en la Nochebuena de 1957, a los 64 años, a causa de una gripe.
Es a Norma Talmadge a quien se debe la tradición de estampar las huellas de las manos de las estrellas enfrente del Grauman's Chinese Theatre, desde que en 1927, accidentalmente, dejara las suyas al caerse sobre el cemento húmedo en el mismo lugar.

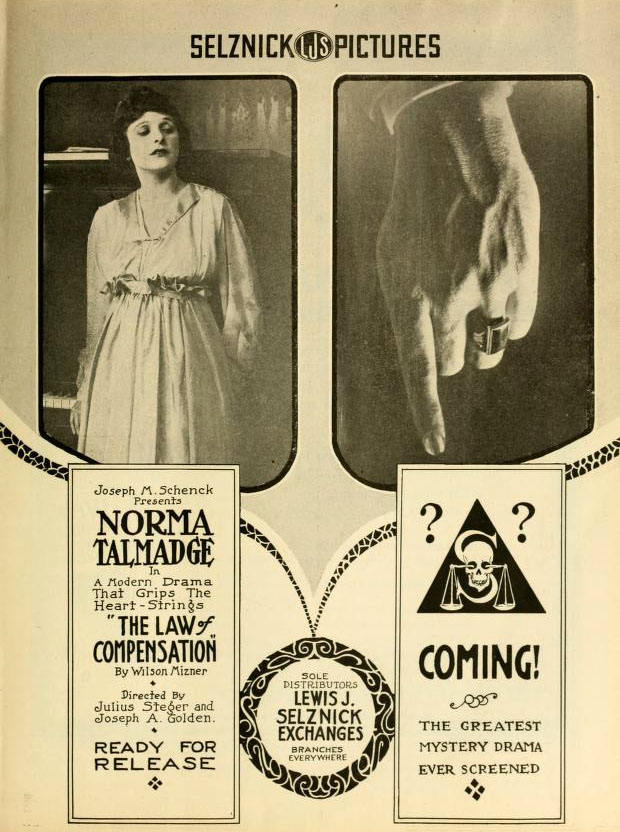
The Law of Compensation, 1917
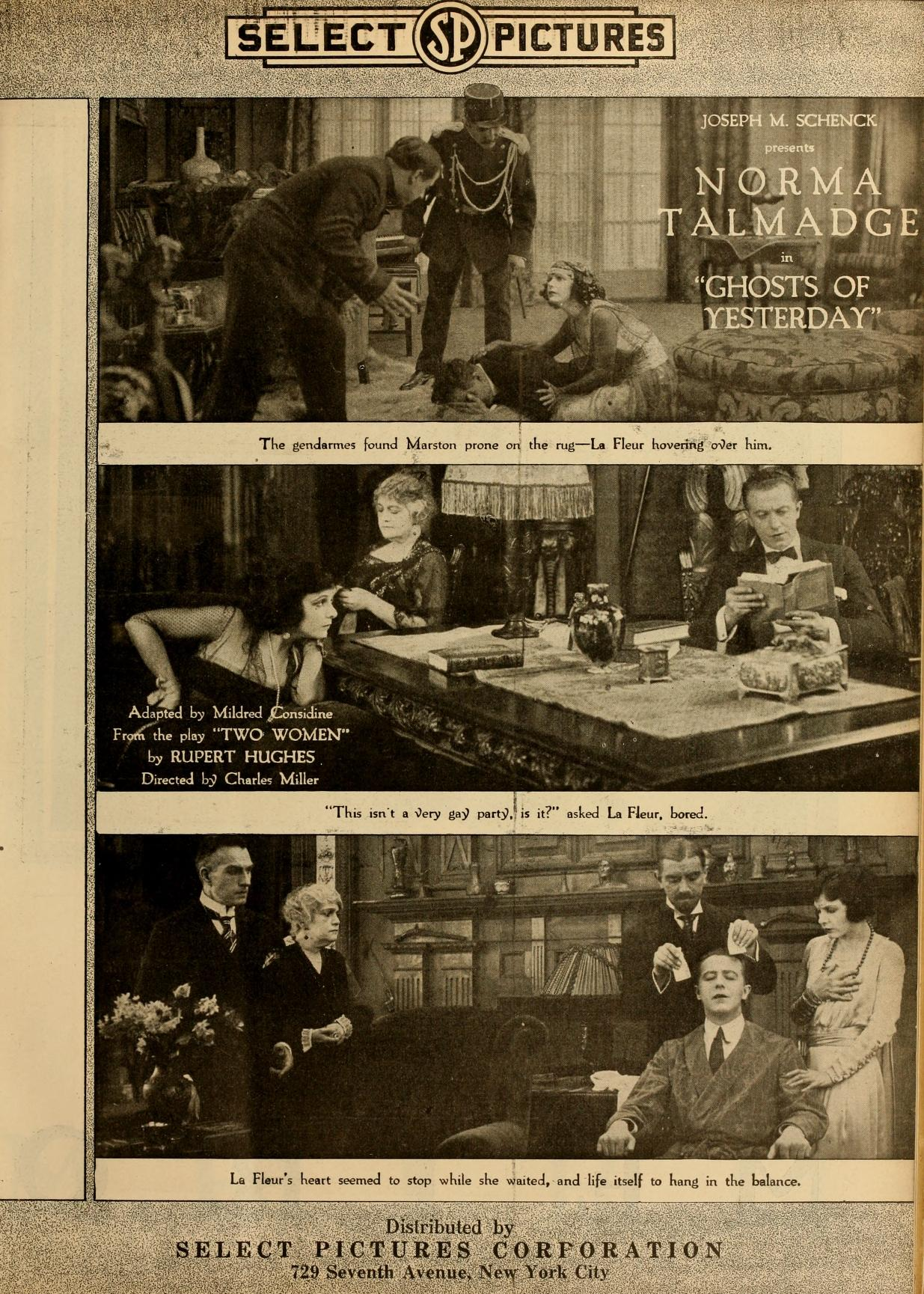
Ghost of Yesterday, 1918
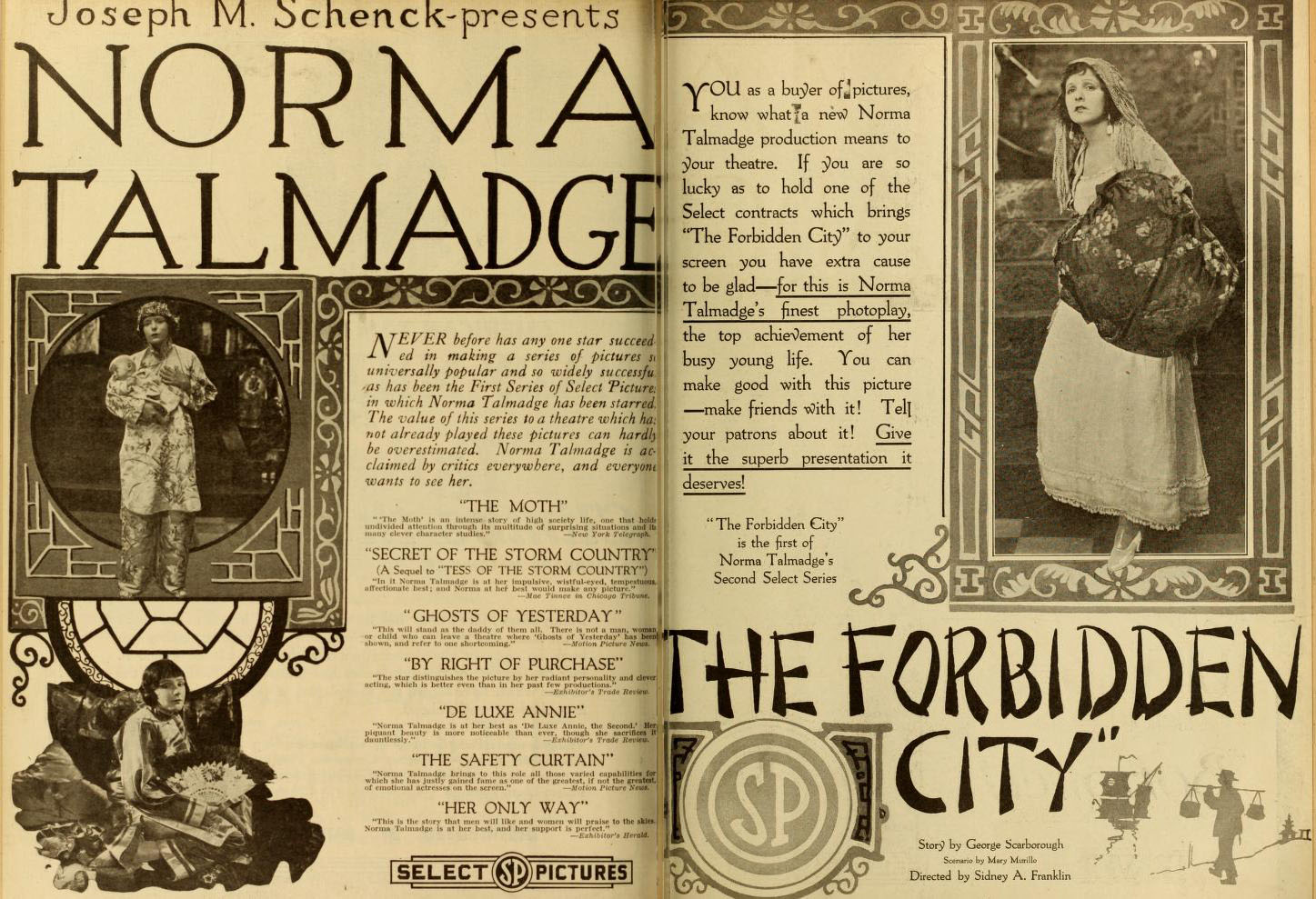
The Forbidden City, 1918